# سیارک ۱۱۹۲۹
سیارک ۱۱۹۲۹ (به انگلیسی: 11929 Uchino، نامگذاری:1993BG3) یازده هزار و نهصد و بیست و نهمین سیارک کشف شده‌است که در ۲۳ ژانویه ۱۹۹۳ کشف شد.
قدر مطلق سیارک برابر ۲۲.۴ است.